# Langley Vale
Langley Vale – wieś w Anglii, w hrabstwie Surrey, w dystrykcie Epsom and Ewell. Leży 26 km na południe od centrum Londynu.